# Conselho Nacional de Geografia

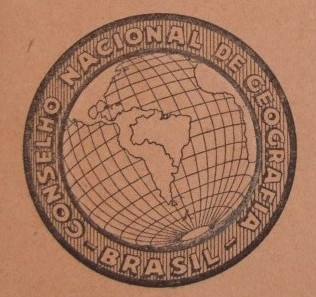
Símbolo do Conselho

O Conselho Nacional de Geografia foi um conselho brasileiro instituído para abalizar questões inerente à geografia do Brasil.

## História
Foi originalmente criado com denominação de Conselho Brasileiro de Geografia pelo decreto nº 1.527, de 24 de Março de 1937, Posteriormente foi alterado para a denominação de Conselho Nacional de Geografia, em 1943 lançou o primeiro número de seu boletim.

## Divisão do Brasil em regiões
Em 17 de junho de 1966, durante a XXIII Assembleia-Geral do Conselho Nacional de Geografia foi aprovada a resolução n. 595 que, após pesquisas, resultou no decreto-lei Nº 67.647, de 23 de novembro de 1970, estabelecendo a divisão, para fins estatísticos, do país em Norte, Nordeste, Sudeste, Sul e Centro-oeste.